# フランス国鉄241P形蒸気機関車

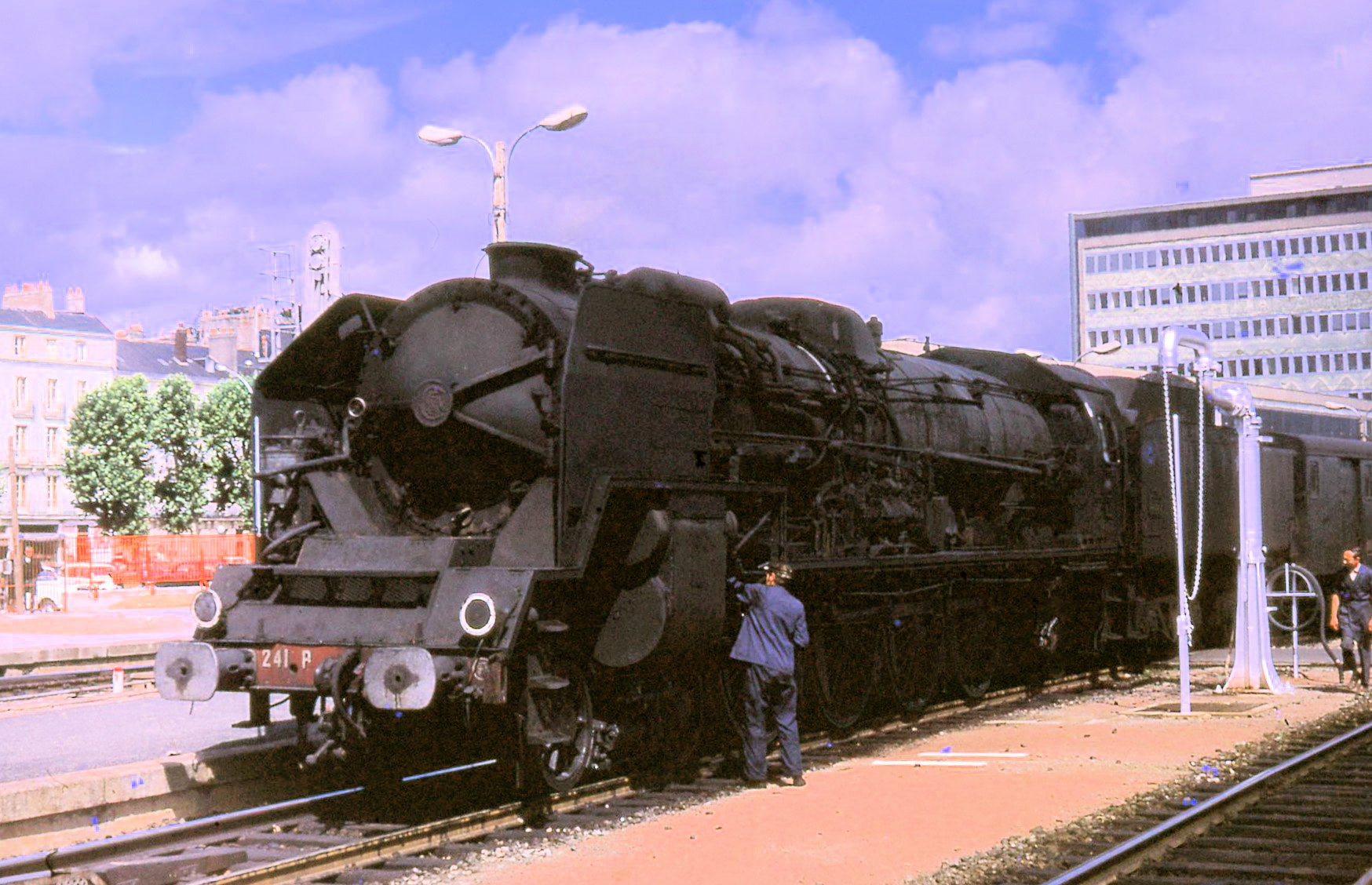
1969年8月のNantes駅での最後の定期運行時の241.P.17

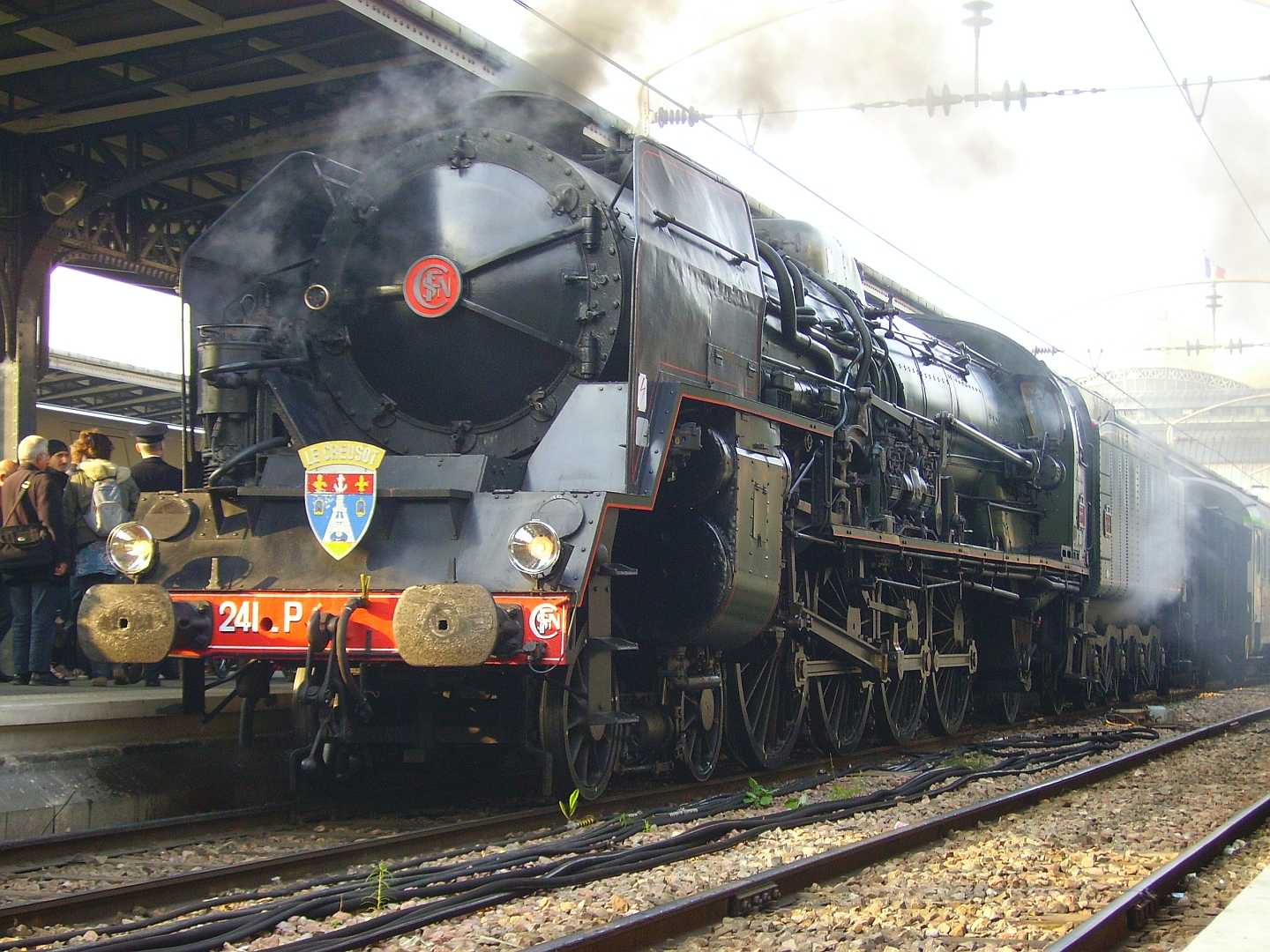
動態保存の241.P.17

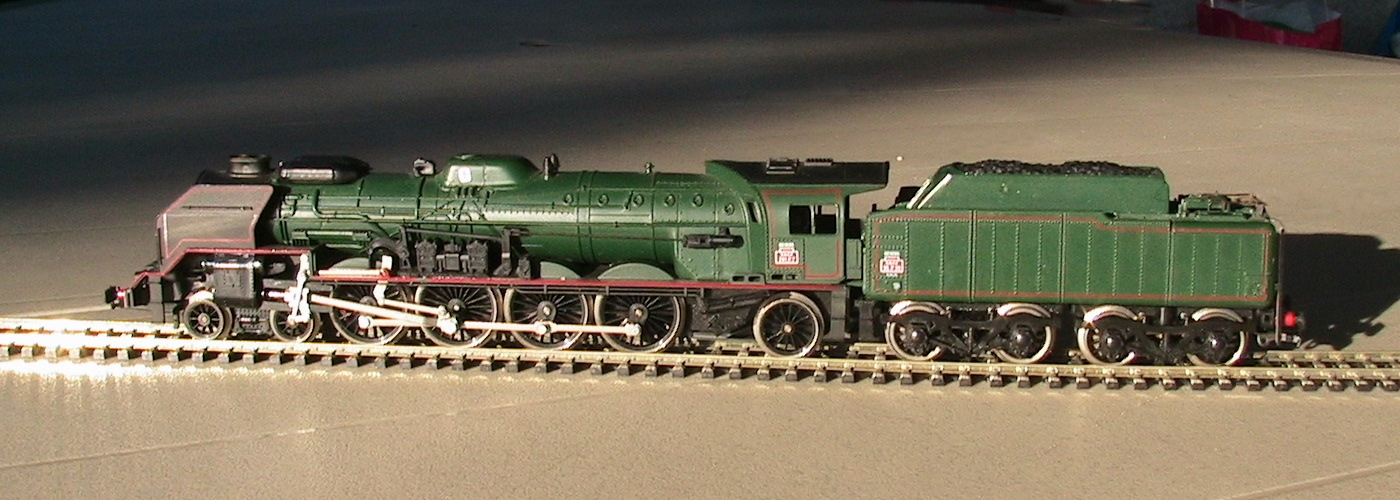
241P機関車の模型

SNCF 241.Pは1948年から1973年にかけて使用されたSNCF(Société Nationale des Chemins de fer Français, フランス国鉄)の車輪配置4-8-2「マウンテン」型の急行旅客輸送用の蒸気機関車である。当時進められていた大規模な電化によりフランス国鉄最後の新製旅客用蒸気機関車となった。

## 歴史
1944年、SNCFは戦後の旅客用機関車として700から800トンの車両を120km/hで牽引して8‰の勾配を登坂できる機関車を必要としていた。時速120kmの速度を維持するため2000mmの動輪が採用され、勾配用を上り下りするため動輪は4つとされた。UICゲージを問題なく通過するため最小半径140メートルの曲線を通過するよう設計されている。
試作機である車輪配置4-8-2の4気筒複式機関車の241Cはシュナイダーによってかつてのパリ リヨン地中海鉄道(PLM)向けに建造された。この機関車は新しい車種として使用されたが自動給炭機や強化された台枠や近代化されたボイラーを備える等、いくつかの鍵となる設計が盛り込まれていた。

### 生産
1948年から1952年にかけて35輌がル・クルーゾのシュナイダー社により生産された。

### 運用
当初はパリとマルセイユ間で有名な急行「ミストラル」を含む列車に充当されたが、数年後には電化が進み、置き換えられた。大半の車両は北部と東部の路線へ配置転換された。10年以上後にル・マンの西部の路線長411kmブレストの路線や路線長410kmのカンペールの路線で運行された。800トンにも達する16輌編成までの列車を牽引した。
241.Pはが運用された線区は以下のとおり。
- 南東部: ディジョン、Marseille-Blancarde、Lyon-Mouche、ヌヴェール
- 東部: カルティエ･デ･ラ･ヴィレット（フランス語版）、ノワジー＝ル＝セック、ショーモン
- 北部: La Chapelle (パリ北駅)
- 西部: ル・マン

強力な機関車ではあったものの、問題が無かった訳ではなかった。軸重を減らすため台枠は軽量化されており、そのためにシリンダーの力を受け止められず撓んだり過負荷時に剛性が不足して撓る事によって軸箱が過熱するような問題を生じた。同様に分岐器の通過時にボイラーの配管から漏れる為に構造の補強を必要とした。
1965年の241.P.1から1973年の241.P.16まで順次引退した。最後の定期運行は1970年代初頭のル・マンからナントへの路線だった。愛称はpetites Pという愛称だった141.P Classに対してgrosses Pだった。

### 保存
4両の241.Pが保存されている: 
- 241.P.9, 1973年に引退してGuîtresにて保存、AAATV-MPによる復元計画により、2008年12月７日にボルドーからトゥールーズへ移動
- 241.P.16, 1973年に引退、ミュルーズのシテ・デュ・トラン (フランス国立鉄道博物館)にて展示
- 241.P.17, ル・クルーゾで保存され、13年に及ぶ復元計画の後に2006年4月に動態化復元されSNCFの本線上を走行する。歴史的記念物に指定される。
- 241.P.30, 1969年に引退してフランス-スイス国境のヴァロルブ（英語版）の町に移されて展示され、1997年に再度、スイスのSaint-Sulpice, Neuchâtelへ移転して静態保存のためにVapeur Val-de-Traversグループによって修復される。[6]